# Papilio polymnestor
Papilio polymnestor ist ein in Asien vorkommender Schmetterling (Tagfalter) aus der Familie der Ritterfalter (Papilionidae). Seit dem Jahr 2015 ist er der Staats-Schmetterling des indischen Bundesstaats Maharashtra.

## Merkmale
Die Flügelspannweite der Falter beträgt 120 bis 140 Millimeter. Die Art zeichnet sich durch einen leichten Sexualdimorphismus aus. Bei den Männchen verläuft eine hellblaue Binde, die durch eine schwarze Aderzeichnung geteilte wird, über die Submarginalregion der schwarzen Vorderflügeloberseite. Die Hinterflügeloberseite ist hellblau und von zwei aus schwarzen Flecken bestehenden Reihen unterbrochen. Die Weibchen ähneln den Männchen, unterscheiden sich jedoch durch die weißlich gefärbten Zeichnungselemente. Meist hebt sich außerdem ein kurzer rötlicher Streifen nahe der Flügelwurzel ab. Alle Zeichnungen der Oberseite sind auch auf den Flügelunterseiten vorhanden, jedoch ist das Hellblau bzw. Weiß durch ein Gelbgrau ersetzt. Direkt am Flügelansatz heben sich rote Flecke ab. Die Hinterflügel tragen keine Schwanzfortsätze.

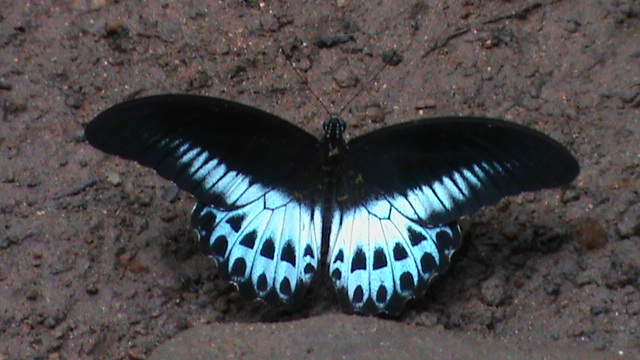
Männchen

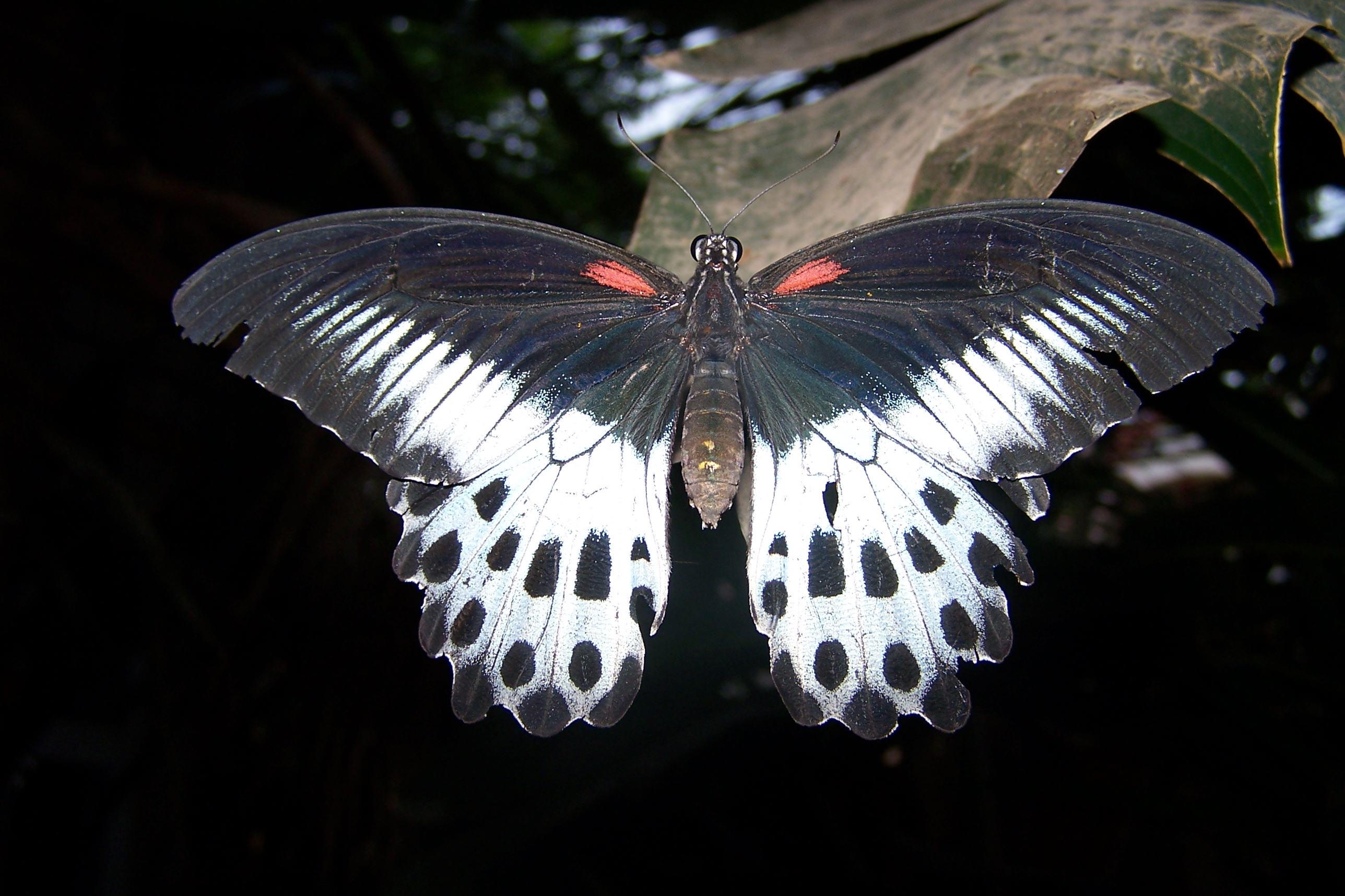
Weibchen

## Präimaginalstadien
Das Ei hat eine gelbe Farbe, eine kugelige Form und eine glatte Oberfläche.
Die Raupen sind zunächst braungrau gefärbt. Zu jeder Seite des Kopfs und des Afters befinden sich lange, weiße, verzweigte Dornen. Ausgewachsen nehmen sie eine grüne Farbe an und haben eine glatte Oberfläche. In der Körpermitte hebt sich ein weißlich marmoriertes, schräges Band ab. Hinter dem Kopf befindet sich eine große, sattelartige Wulst. Um Fressfeinde abzuschrecken, sind die Raupen in der Lage, ein Osmaterium auszustülpen.
Die Puppe hat eine gebogene Form und ist grün gefärbt. Sie wird als Gürtelpuppe an Zweigen befestigt.

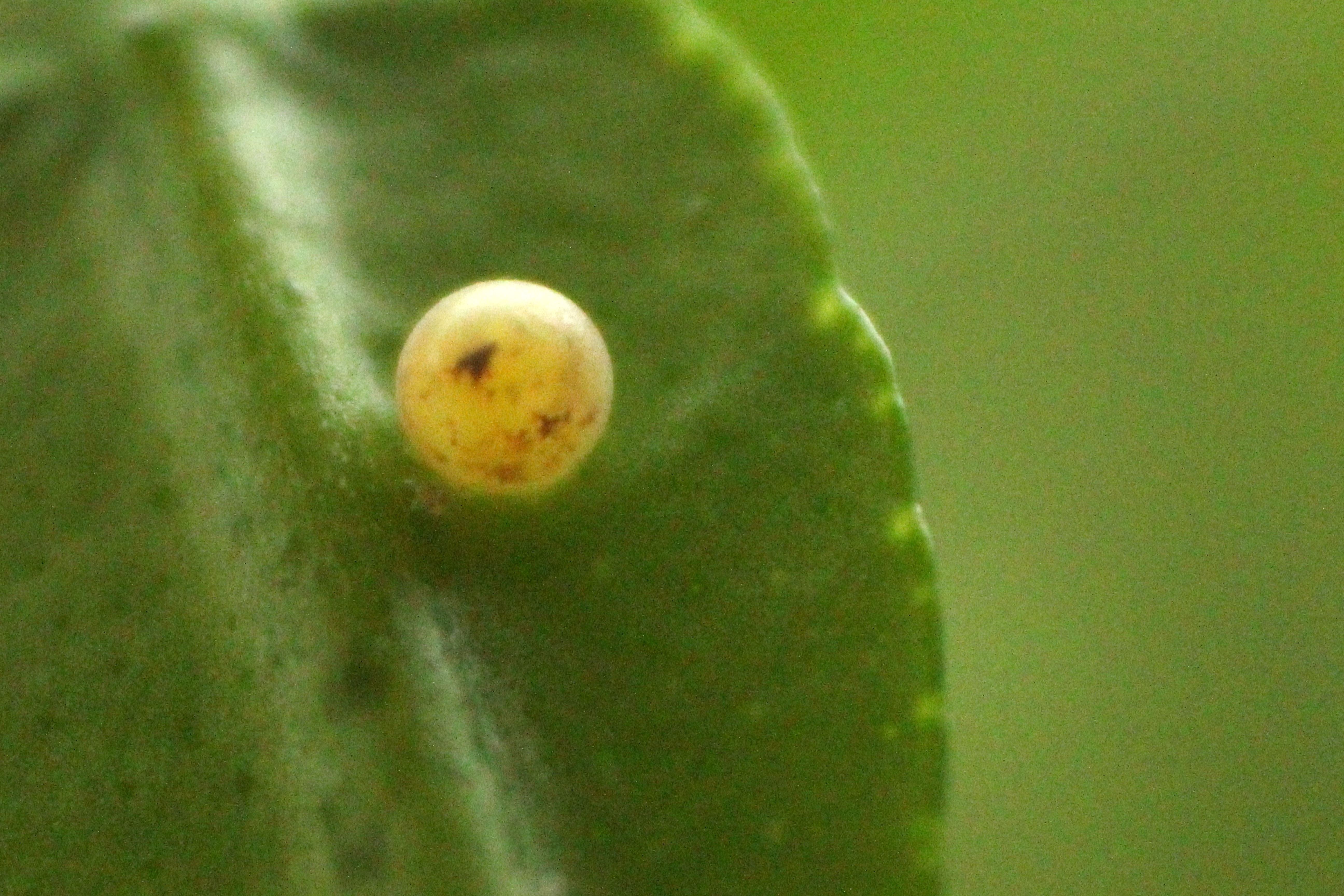
Ei
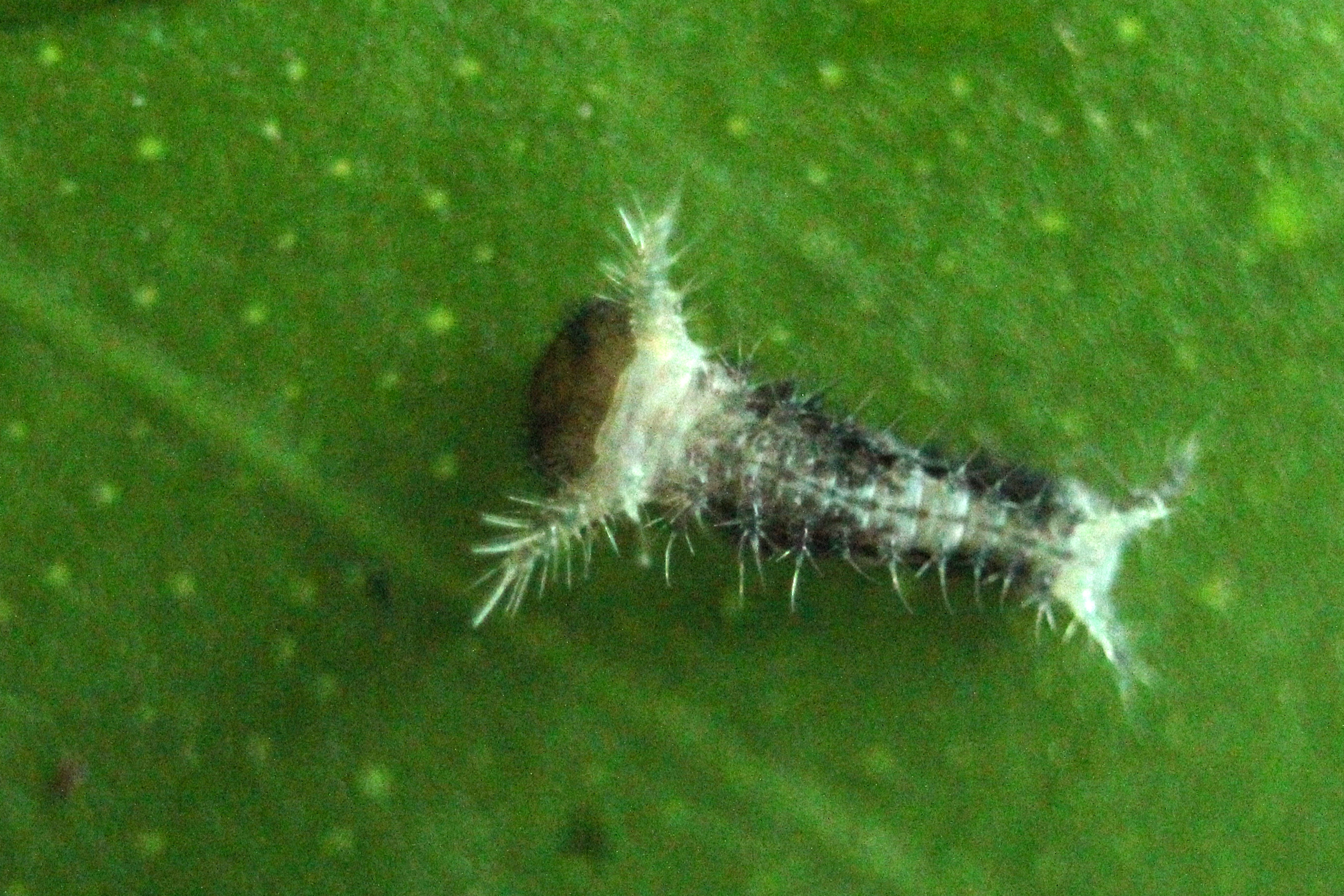
Junge Raupe
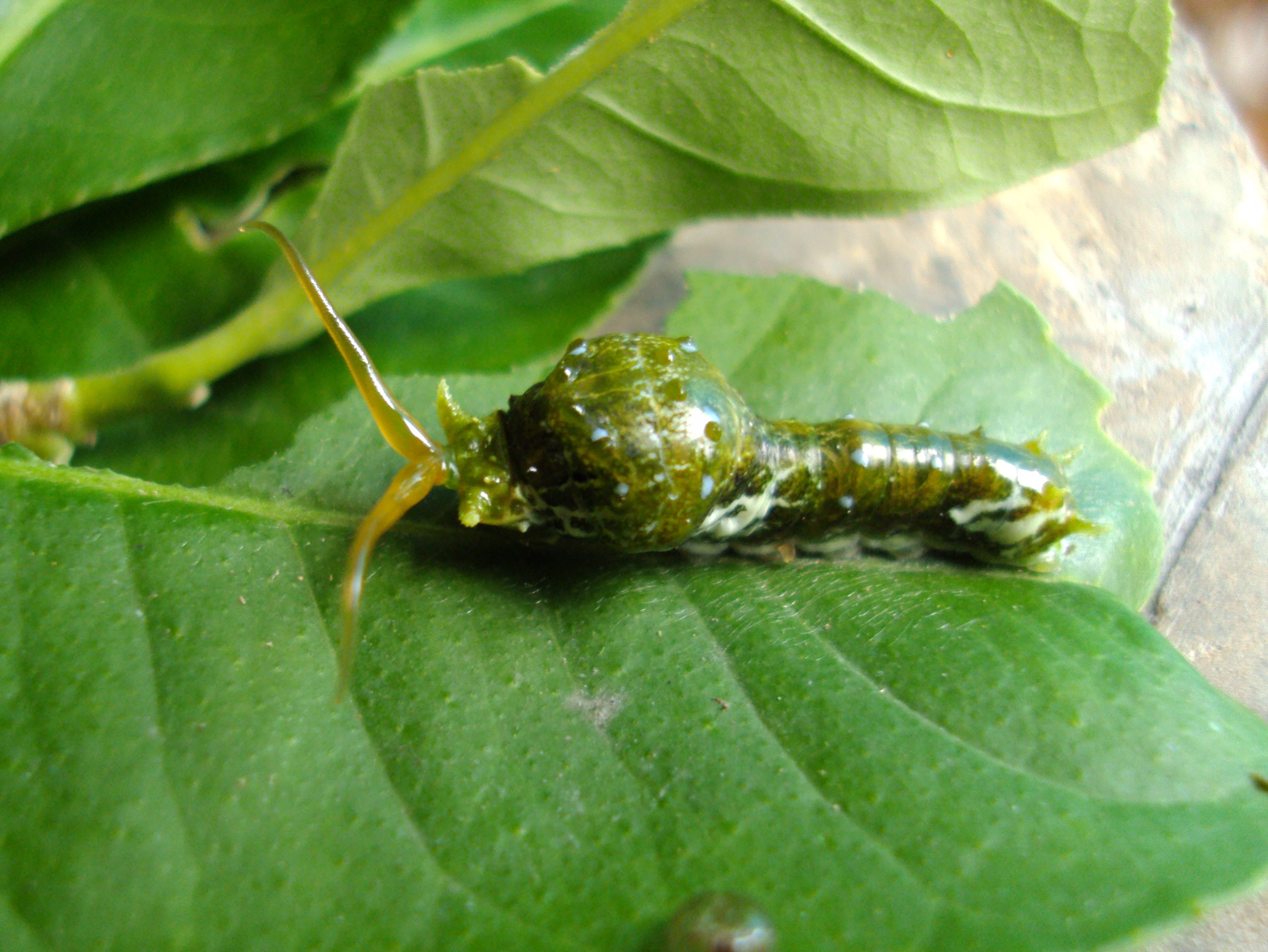
Raupe mit Osmaterium
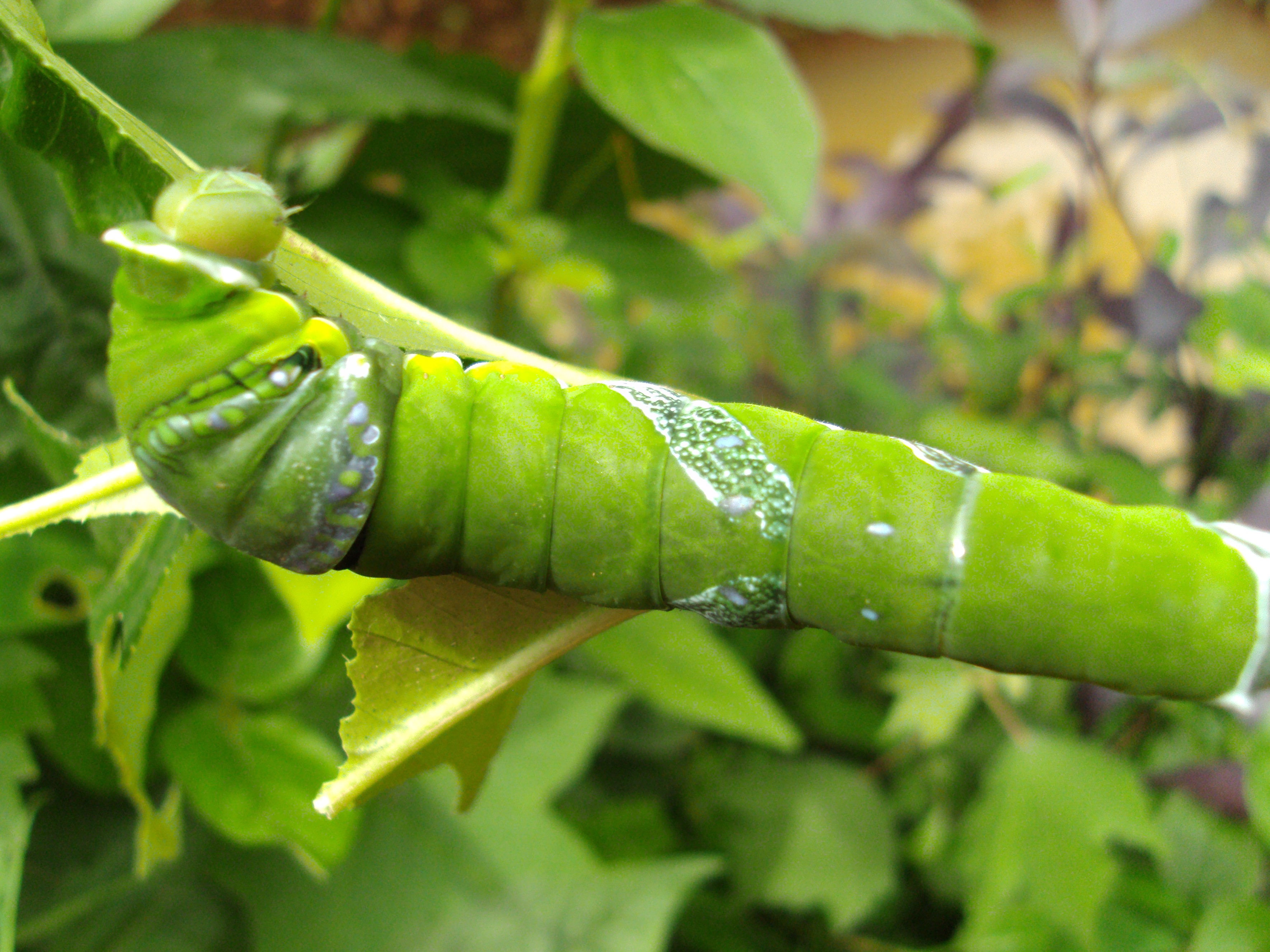
Ausgewachsene Raupe
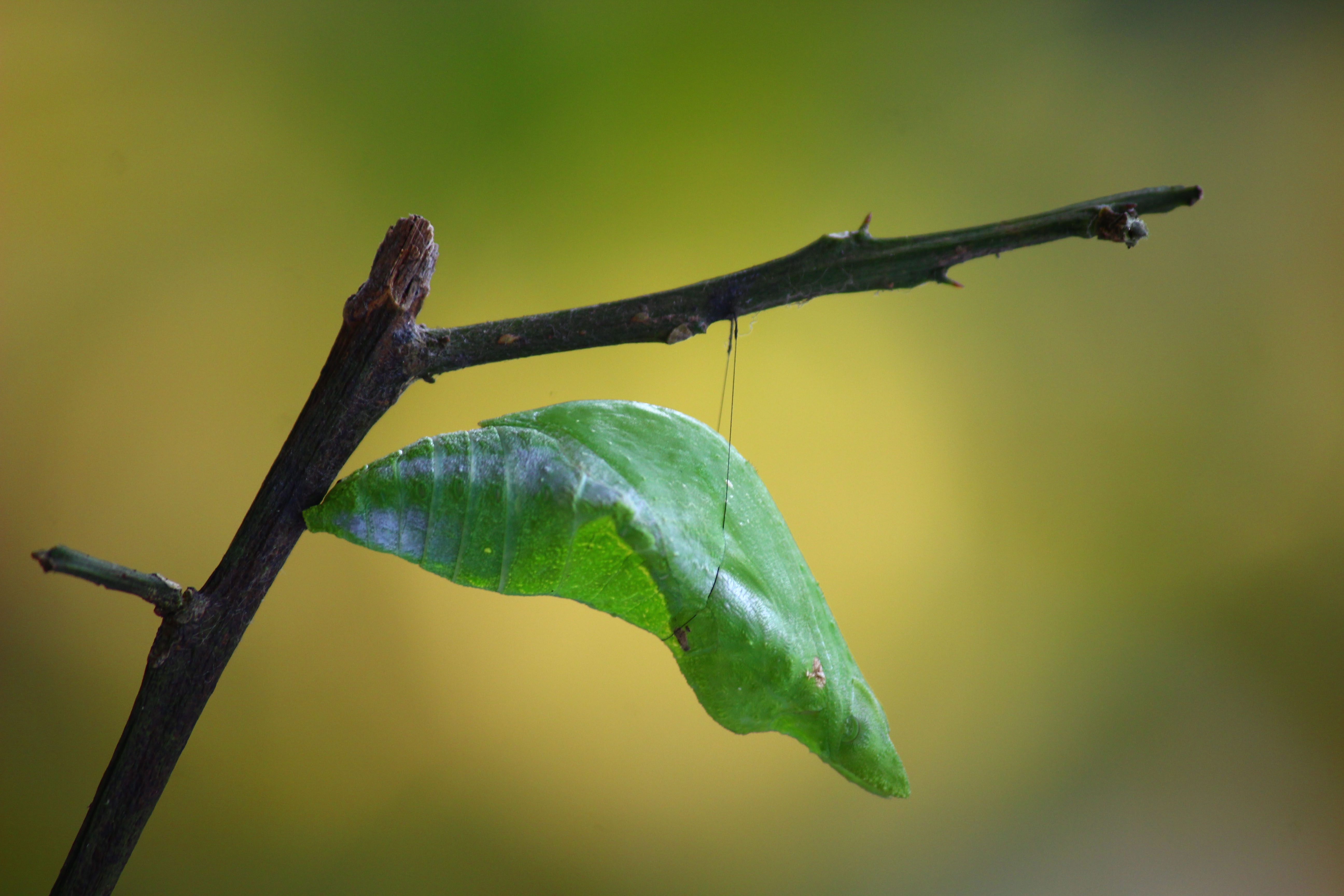
Puppe

## Verbreitung, Unterarten und Lebensraum
Die Art kommt in Indien sowie auf Sri Lanka vor. Neben der in Indien heimischen Nominatform P. p. polymnestor ist sie auf Sri Lanka durch die Unterart P. p. parinda (Moore, [1881]) vertreten. Papilio polymnestor besiedelt immergrüne, feuchte Laubwälder sowie auch bewaldete städtische und ländliche Gebiete. Durch den Anbau von Zitronen-, Limetten- und Orangen-Arten (der Nahrungspflanzen der Raupen) in Plantagen hat sich das Verbreitungsgebiet der Art in den letzten Jahren ausgedehnt.

## Lebensweise
Die Falter fliegen in aufeinander folgenden Generationen und sind während der Monsunperiode besonders zahlreich. Sie saugen gelegentlich an feuchten Erdstellen oder Schlamm-Pfützen, um Flüssigkeit und Mineralstoffe aufzunehmen. Die Eier werden bevorzugt einzeln auf frisch ausschlagende Triebe gelegt. Die Raupen ernähren sich von den Blättern von Zitruspflanzen (Citrus) sowie von Garcinia xanthochymus. Vom Schlüpfen der Raupen aus dem Ei bis zur Verpuppung vergehen nach fünf Entwicklungsstadien im Durchschnitt 19 bis 20 Tage.